# NGC 5229
NGC 5229 est une petite galaxie spirale barrée vue par la tranche, rapprochée et située dans la constellation des Chiens de chasse. Sa vitesse par rapport au fond diffus cosmologique est de 526 ± 12 km/s, ce qui correspond à une distance de Hubble de 7,76 ± 0,57 Mpc (∼25,3 millions d'al). NGC 5229 a été découverte par l'astronome américain Lewis Swift en 1886.
La classe de luminosité de NGC 5229 est IV et elle présente une large raie HI. En raison d'une brillance de surface égale à 14,24 mag/am2, on peut qualifier NGC 5229 de galaxie à faible brillance de surface (LSB en anglais pour low surface brightness). Les galaxies LSB sont des galaxies diffuses (D) avec une brillance de surface inférieure de moins d'une magnitude à celle du ciel nocturne ambiant.

## Distance de NGC 5229
Comme pour plusieurs galaxies du groupe de M101 et du groupe de M51, la distance de Hubble est souvent très différente de la distance mesurée par des méthodes indépendantes du décalage. Certaines galaxies se déplacent dans le groupe avec des vitesses propres qui ne sont pas négligeables par rapport à la vitesse de récession produite par l'expansion de l'Univers. Si une galaxie du groupe se dirige vers la Voie lactée, on obtient une distance de Hubble plus petite que la distance réelle de la galaxie et, dans le cas contraire, une distance plus grande.
Dans le cas de NGC 5229, neuf mesures non basées sur le décalage vers le rouge (redshift) ont été réalisées à ce jour. La distance de cet échantillon donne une valeur de  9,453 ± 2,457 Mpc (∼30,8 millions d'al).

## Groupe de M51 et de M101
Selon A.M. Garcia, la galaxie NGC 5229 fait partie d'un groupe de galaxies qui compte au moins 10 membres, le groupe de M51 (NGC 5194 dans l'article de Garcia). Les autres membres de ce groupe sont NGC 5023, M63 (NGC 5055), M51 (NGC 5194), NGC 5195, IC 4263, UGC 8215, UGC 8308, UGC 8320 et UGC 8331.
D'autre part, plusieurs des galaxies du groupe de M51 se retrouvent dans un groupe plus vaste, le groupe de M101, décrit par Abraham Mahtessian, mais pas NGC 5229.
Plusieurs galaxies de la liste de Mahtessian se retrouvent également dans d'autres groupes décrit par A.M. Garcia, soit le groupe de NGC 3631, le groupe de NGC 4051, le groupe de M109 (NGC 3992), le groupe de NGC 4051, le groupe de M106 (NGC 4258) et le groupe de NGC 5457.
Plusieurs galaxies de ces six groupes de Garcia ne figurent pas dans la liste du groupe de M101 de Mahtessian. Il y a plus de 120 galaxies différentes dans les listes des deux auteurs. Puisque la frontière entre un amas galactique et un groupe de galaxie n'est pas clairement définie (on parle de 100 galaxies et moins pour un groupe), on pourrait qualifier le groupe de M101 d'amas galactique contenant plusieurs groupes de galaxies.
Les groupes de M101 et de M51 dont partie de l'amas de la Grande Ourse, l'un des amas galactiques du superamas de la Vierge.